# 대중금속공업고등학교
대중금속공업고등학교(大重金屬工業高等學校)는 대한민국 대구광역시 북구 읍내동에 있는 사립 고등학교이다.

## 학교 연혁

### 2025년

#### 1월 8일: 제44회 졸업식 92명 (총 졸업생: 8,656명)
3월 4일 : 2025학년도 입학식 (남:116명, 여:7명, 계:123명)
4월 15일 : 2025 대구광역시 기능경기대회 클라우드컴퓨팅 입상 금메달, 은메달 수상
4월 15일 : 2025 대구광역시 기능경기대회 기계설계/CAD 입상 동메달, 장려상 수상